# Maarten van Rossum

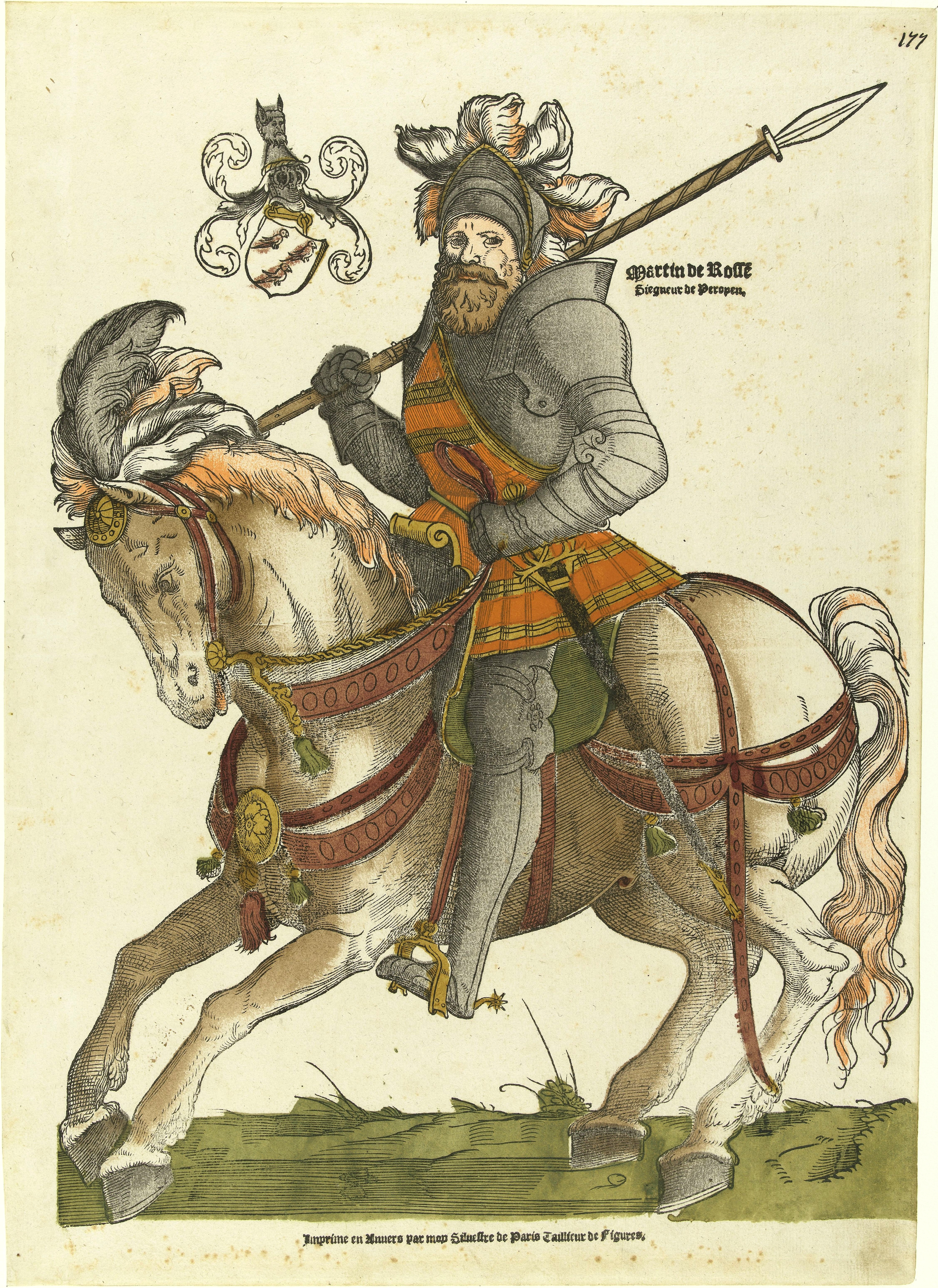
Maarten van Rossum auf einer zeitgenössischen Abbildung vor 1542

Maarten van Rossum (auch Marten und Rossem; * um 1478 in Zaltbommel; † 7. Juni 1555 in Antwerpen) war ein gelderländischer Heerführer, der außerhalb seines Heimatstaates durch eine rücksichtslose Kriegsführung gefürchtet war.

## Leben
In einer langen Karriere setzte er sein Motto „Blaken und Brennen ist der Zierrat des Krieges“ häufig in die Praxis um. Seine Art der Kriegsführung war vergleichbar mit jener der italienischen Condottieri. Dreißig Jahre lang vertrat er die Interessen des Herzogs von Gelderland, Karl von Egmont, und dessen Nachfolgers Wilhelm V. von Jülich-Kleve-Berg in ihren Kämpfen um die Unabhängigkeit von Geldern und gegen das Burgundische Reich von Kaiser Karl V.
Van Rossum wird eine lange Liste von Errungenschaften zugerechnet, einschließlich der Eroberung von Arnheim und Rhenen, Razzien in der Grafschaft Holland, der Eroberung von Utrecht sowie des sensationellen Raubzugs nach Den Haag im Jahre 1528. In der Endphase des Dritten Geldrischen Erbfolgekrieges begann van Rossum im Jahre 1542 seinen Feldzug um das Herzogtum Brabant, in dessen Folge ein beachtlicher Teil von Brabant niedergebrannt wurde. Im Kampf um Antwerpen erzielte er einen Sieg über Rene von Chalon. Sein Vorhaben, eine der vier großen Städte in Brabant zu erobern, scheiterte jedoch.
Im Jahr 1543 ließ van Rossum das Wasserschloss Kasteel De Cannenburgh erbauen. Es war fast 300 Jahre Sitz der Nachkommen seines Schwagers Johan van Isendoorn und seiner Schwester Margarethe.